# Beta Arietis
Beta Arietis (β Ari, β Arietis) este o stea binară din constelația Berbecul, alcâtuind în cadrul acesteia al doilea corn al berbecului. Numele său tradițional este Sheratan (sau Sharatan, Sheratim), iar denumirea Flamsteed este 6 Arietis. Numele tradițional, întreg „Al Sharatan”,provine din arăbescul الشراطان aš-šarāțān „cele două semne”.
În chineză, 婁宿 (Lóu Su), însemnând legătură (asterism), se referă la un asterism ce constă în β Arietis, γ Arietis și α Arietis. Consecvent, β Arietis este cunoscută ca 婁宿一 (Lóu Su yī, română: Prima stea a legăturii).